# Gelido (Shablo)
Gelido è un singolo del produttore discografico italo-argentino Shablo, pubblicato il 16 aprile 2025 come secondo estratto dal terzo album in studio Manifesto.

## Descrizione
La title track vede la collaborazione del cantautore Joshua, del rapper Tormento e della cantante Mimì.

## Video musicale
Il video musicale, diretto da Alexander Coppola e Tia Silvestrini, è stato pubblicato in concomitanza all'uscita del brano attraverso il canale YouTube di Shablo.

## Tracce
Testi di Edoardo Medici, Ernesto Conocchia, Joshua Bale e Massimiliano Cellamaro, musiche di Pablo Miguel Lombroni Capalbo, Edoardo Medici, Ernesto Conocchia, Joshua Bale, Massimiliano Cellamaro e Vincenzo Luca Faraone.
1. Gelido (feat. Joshua, Tormento e Mimì) – 3:00